# Brion (Isère)
Brion település Franciaországban, Isère megyében. Lakosainak száma 142 fő (2022. január 1.). Brion Saint-Michel-de-Saint-Geoirs, Saint-Pierre-de-Bressieux, Chasselay, Serre-Nerpol és Saint-Geoirs községekkel határos.

## Népesség
A település népességének változása:
| Lakosok száma | 133  | 128  | 132  | 129  | 134  | 138  | 144  | 141  | 145  | 142  |
|               | 1968 | 1982 | 1990 | 2006 | 2013 | 2015 | 2017 | 2019 | 2020 | 2022 |